# Il gattopardo
Il gattopardo, traduzido para português como O Leopardo, é um romance histórico, o único do escritor Giuseppe Tomasi di Lampedusa. O autor buscou sua inspiração nas histórias de sua antiga família e, em particular, na vida de um antepassado seu que viveu nos anos cruciais do Risorgimento, no reinado de Francisco II das Duas Sicílias.
Escrito entre os fins de 1954 e 1957 foi apresentado inicialmente aos editores Einaudi e Mondadori, que refutaram a publicação, que só veio a ocorrer postumamente por Feltrinelli, com prefácio a cargo de Giorgio Bassani. Em 1959 recebeu o "Prêmio Strega" e, em 1963, Luchino Visconti adaptou a obra para o seu filme homônimo: Il gattopardo.
O nome do romance teve origem no brasão da família Tommasi e é assim referido no romance: 
"Nós fomos os Leopardos, os Leões; quem nos substituirá serão os pequenos chacais, as hienas; e todos — Leopardos, chacais e ovelhas — continuaremos a acreditar que somos o sal da terra."

## Trama
O livro se inicia com a frase final da oração da Ave Maria: "Nunc et in hora mortis nostrae. Amen".
Il Gattopardo narra a história do ancestral do autor, Don Fabrizio Corbera, Príncipe de Salina, e de sua família entre 1860 e 1910, na Sicília (em Palermo e no feudo de Donnafugata).
Don Fabrizio é pai de sete filhos e herdeiro de um sobrenome que durante séculos "não havia sabido fazer nada mais que adicionar das próprias despesas e subtrair das próprias dívidas".
O Príncipe possuía forte inclinação para a matemática: havia aplicado na astronomia e disso havia obtido o público reconhecimento, além de deliciosas alegrias privadas. Ao início do primeiro capítulo fala de um cadáver encontrado nos jardins da Casa Salina, "o cadáver de um jovem soldado do quinto batalhão de caçadores que tinha sido ferido na luta de San Lorenzo".
Em maio de 1860, depois do desembarque de Giuseppe Garibaldi na Sicília, Don Fabrizio assiste com distância e melancolia ao final dos combates. A classe aristocrática sente que está próxima do fim de sua supremacia.